# Moussa Koussa

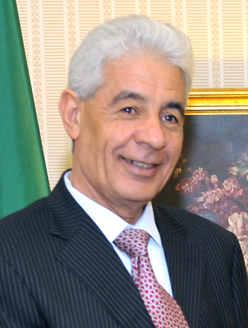
Koussa em setembro de 2010

Moussa Muhammad Koussa (em árabe: موسى كوسا; nascido em 1949?)  é um político e diplomata da Líbia, que ocupou vários cargos de destaque no governo líbio sob Muammar Gaddafi, sendo o último como Ministro das Relações Exteriores de março de 2009 até a Guerra Civil Líbia de 2011, quando renunciou ao cargo em 30 de março de 2011.  O ex-ministro desertou, chegando ao Reino Unido em um voo a partir da Tunísia onde declarou às autoridades britânicas que não representava o regime líbio liderado por Muammar Gaddafi e tentou obter asilo político.
Anteriormente, Koussa liderou a agência de inteligência líbia de 1994 a 2009 e foi considerado uma das figuras mais poderosas do país e membro do círculo íntimo de Gaddafi. 